# Сокиринська сільська рада
Сокиринська сільська́ ра́да — колишній орган місцевого самоврядування у Срібнянському районі Чернігівської області. Адміністративний центр — село Сокиринці.

## Загальні відомості
- Територія ради: 46,36 км²
- Населення ради: 1386 осіб (станом на 2001 рік)
- Відстань до районного центру шосейними шляхами — 22 кілометри.

## Населені пункти
Сільській раді підпорядковані населені пункти:
- с. Сокиринці

## Історія
Сокиринська сільська рада зареєстрована 1930 року. Стала однією з 11-ти сільських рад Срібнянського району і одна з трьох, яка складається з одного населеного пункту — села Сокиринці.

## Склад ради
Рада складається з 16 депутатів та голови.
- Голова ради: Маснуха Анатолій Миколайович
- Секретар ради: Петенко Ольга Юріївна

### Керівний склад попередніх скликань
| ПІБ                          | Основні відомості                                                                                  | Дата обрання | Дата звільнення |
| ---------------------------- | -------------------------------------------------------------------------------------------------- | ------------ | --------------- |
| Блашкун Іван Петрович        | Сільський голова, 1958 року народження, член Української Народної Партії                           | 26.03.2006   | 31.10.2010      |
| Маснуха Анатолій Миколайович | Сільський голова, 1955 року народження, освіта вища, член Всеукраїнського об'єднання «Батьківщина» | 31.10.2010   |                 |

Примітка: таблиця складена за даними джерела

### Депутати
За результатами місцевих виборів 2010 року депутатами ради стали:

#### За суб'єктами висування
| Суб'єкт висування                                       | Кількість обраних депутатів | %    |
| ------------------------------------------------------- | --------------------------- | ---- |
| Партія регіонів                                         | 5                           | 31,3 |
| Політична партія Всеукраїнське об'єднання «Батьківщина» | 5                           | 31,3 |
| Соціалістична партія України                            | 5                           | 31,3 |
| Народна Партія                                          | 1                           | 6,3  |

#### За округами
| № округу                                                | Прізвище, ім'я, по батькові    | Дата визнання обраним | Освіта                    | Партійна приналежність             | Відомості про обраного депутата                                                 |
| ------------------------------------------------------- | ------------------------------ | --------------------- | ------------------------- | ---------------------------------- | ------------------------------------------------------------------------------- |
| Народна Партія                                          |                                |                       |                           |                                    |                                                                                 |
| 1                                                       | Диндар Оксана Андріївна        | 02.11.2010            | Освіта вища               | член Народної партії               | приватний підприємець                                                           |
| Партія регіонів                                         |                                |                       |                           |                                    |                                                                                 |
| 3                                                       | Мартиненко Ольга Олександрівна | 02.11.2010            | Освіта вища               | член Партії регіонів               | ПСП"Сокирин-ське", головнийекономіст                                            |
| 4                                                       | Назаренко Юлія Олексіївна      | 02.11.2010            | Освіта вища               | член Партії регіонів               | Сокирин-ськийагроліцей, заступ-никдиректораз навча-льно-виховноїроботи          |
| 6                                                       | Петренко Ольга Юріївна         | 02.11.2010            | Освіта вища               | член Партії регіонів               | СокиринськаСільськарада, секретар                                               |
| 10                                                      | Яременко Ольга Іванівна        | 02.11.2010            | Освіта середня спеціальна | член Партії регіонів               | Сокирин-ськийагроліцей, бухгалтер                                               |
| 12                                                      | Полковніченко Ніна Миколаївна  | 02.11.2010            | Освіта середня спеціальна | член Партії регіонів               | Сокирин-Сякийагроліцей, завідуючаїдальні                                        |
| Політична партія Всеукраїнське об'єднання «Батьківщина» |                                |                       |                           |                                    |                                                                                 |
| 5                                                       | Савченко Валентина Григорівна  | 02.11.2010            | Освіта вища               | позапартійна                       | МузейО.ВересаяСокирин-ськогоагроліце, завідуюч                                  |
| 7                                                       | Нероденко Олександр Григорович | 02.11.2010            | Освіта вища               | позапартійний                      | ТОВ"Батьківщина", головнийагроном                                               |
| 11                                                      | Шульженко Ганна Максимівна     | 02.11.2010            | Освіта середня            | позапартійна                       | тимчасово не працює                                                             |
| 13                                                      | Гомон Леонід Іванович          | 02.11.2010            | Освіта середня            | позапартійний                      | Сокирин-ськийагроліцей, робітник                                                |
| 16                                                      | Криклива Ірина Василівна       | 02.11.2010            | Освіта вища               | позапартійна                       | Сокиринська загальноосвітня школа І-ІІІ ст., заступникдиректораз виховноїроботи |
| Соціалістична партія України                            |                                |                       |                           |                                    |                                                                                 |
| 2                                                       | Сологуб Ніна Григорівна        | 02.11.2010            | Освіта середня спеціальна | позапартійна                       | Сокирин-ськаамбула-торія, медичнасестра                                         |
| 8                                                       | Цехместренко Анна Юріївна      | 02.11.2010            | Освіта середня спеціальна | позапартійна                       | Сокирин-ськийагроліцей, комендант                                               |
| 9                                                       | Пальчиківський Борис Павлович  | 02.11.2010            | Освіта середня            | член Соціалістичної партії України | пенсіонер                                                                       |
| 14                                                      | Лісовий Василь Володимирович   | 02.11.2010            | Освіта середня спеціальна | позапартійний                      | ПСП"Сокирин-ське", технік-електрик                                              |
| 15                                                      | Немцова Наталія Василівна      | 02.11.2010            | Освіта вища               | позапартійна                       | Сокирин-ськасільськарада, бухгалтер                                             |

## Господарська діяльність
На території сільради діє Сокиринська ЗОШ І-ІІІ ст. та Сокиринський ДНЗ, а також функціонує ТОВ «Сокиринське», Приватне сільськогосподарське товариство «Сокиринське», фермерське господарство «Медове», «Колос», «Срібнянське», «Нива».